# Droga wojewódzka 345
Die Droga wojewódzka 345 (DW 345) ist eine 27 Kilometer lange Droga wojewódzka (Woiwodschaftsstraße) in der polnischen Woiwodschaft Niederschlesien, die die Droga krajowa 94 in Wilczków mit der Droga krajowa 5 in Strzegom verbindet. Die Strecke liegt im Powiat Średzki, im Powiat Jaworski und im Powiat Świdnicki.

## Streckenverlauf
Woiwodschaft Niederschlesien, Powiat Średzki
-  Wilczków (Wültschkau) (DK 94)
- Kwietno (Blumenrode)
- Dębice (Dambritsch)
- Chełm (Hulm)

Woiwodschaft Niederschlesien, Powiat Jaworski
-  Budziszów Wielki (Groß Baudiß) (A 4)
- Bielany (Weißenleipe)
-  Jenków (Jenkau) (DW 363)

Woiwodschaft Niederschlesien, Powiat Średzki
- Konary (Kuhnern)
- Lusina (Lüssen)

Woiwodschaft Niederschlesien, Powiat Świdnicki
- Bartoszówek (Barzdorf, Gut Barzdorf)
-  Strzegom (Striegau) (DK 5, DW 374)